# Ricard Pruna i Grivé
Ricard Pruna i Grivé (Badalona, Barcelonès, 8 d'agost de 1964) és metge especialitzat en medicina esportiva, conegut per ser el responsable mèdic del primer equip de futbol del FC Barcelona des de l'any 1996.
Llicenciat en Medicina i Cirurgia a la Universitat de Barcelona el 1988, també és especialista en Medicina i Educació Física i de l'Esport (1992), màster en Traumatologia de l'Esport (1995) i doctorat en Medicina (2013). Va treballar al centre de medicina de l'esport del Consell Català de l'Esport entre 1990 i 1995 1990-95) i reforçà els seus coneixements en ortopèdia i traumatologia a l'Hospital Mútua de Terrassa. L'any 1996 s'incorporà als serveis mèdics del FC Barcelona, on ha estat metge del primer equip de futbol.
L'any 2011 va rebre el premi a l'excel·lència professional del Col·legi de Metges de Barcelona i durant la temporada 2012/13 el premi a les Ciències Mèdiques del Programa de Beques d'Investigació de la UEFA.